# Ɔ̂
Cette page contient des caractères spéciaux ou non latins. S’ils s’affichent mal (▯, ?, etc.), consultez la page d’aide Unicode.
Ɔ̂ (minuscule : ɔ̂), ou O ouvert accent circonflexe, est un graphème utilisé dans l’écriture de l’anii, de l’awing, du bangolan, du kako, du koonzime, du kwanja, ou du lingala. Il s’agit de la lettre O ouvert diacritée d'un accent circonflexe.

## Utilisation
Dans plusieurs langues tonales, ‹ ɔ̂ › représente un e ouvert avec un ton tombant. Il ne s’agit pas d’une lettre à part entière, et elle est placée avec le O ouvert sans accent ou avec une autre accent dans l’ordre alphabétique.

## Représentations informatiques
Le O ouvert accent circonflexe peut être représenté avec les caractères Unicode suivants (latin étendu B, Alphabet phonétique international, diacritiques),, :
| formes    | représentations | chaînes de caractères | points de code | descriptions                                                    |
| --------- | --------------- | --------------------- | -------------- | --------------------------------------------------------------- |
| capitale  | Ɔ̂               | Ɔ◌̂                    | U+0186 U+0302  | lettre majuscule latine o ouvert diacritique accent circonflexe |
| minuscule | ɔ̂               | ɔ◌̂                    | U+0254 U+0302  | lettre minuscule latine o ouvert diacritique accent circonflexe |